# آرثر ميخائيل
آرثر ميخائيل (بالإنجليزية: Arthur Michael)‏ هو كيميائي أمريكي، ولد في 7 أغسطس 1853 في بوفالو في الولايات المتحدة، وتوفي في 8 فبراير 1942 في أورلاندو في الولايات المتحدة.